# Marquesado de Comillas
El marquesado de Comillas es un título nobiliario español creado el 3 de julio de 1878 por el rey Alfonso XII y otorgado a Antonio López y López, originario del municipio cántabro de Comillas. En 1881 el mismo rey concedió la grandeza de España de primera clase a favor del título.

## Marqueses de Comillas

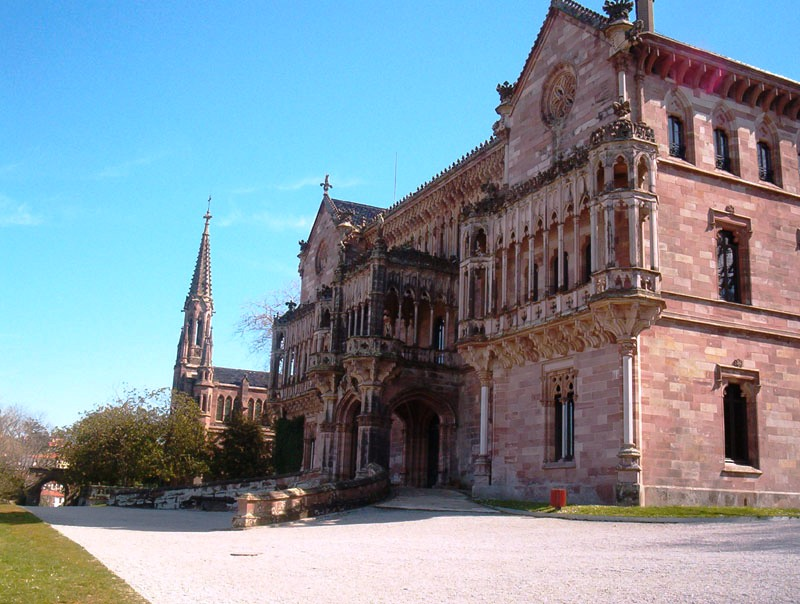
Palacio de Sobrellano, en Comillas, Cantabria, mandado construir por el I marqués de Comillas como su residencia veraniega

|                          | Titular                     | Periodo                  |
| Creación por Alfonso XII | Creación por Alfonso XII    | Creación por Alfonso XII |
| ------------------------ | --------------------------- | ------------------------ |
| I                        | Antonio López y López       | 1878-1883                |
| II                       | Claudio López Bru           | 1883-1925                |
| III                      | Juan Antonio Güell y López  | 1926-1958                |
| IV                       | Juan Alfonso Güell y Martos | 1958-2024                |

## Historia de los marqueses de Comillas

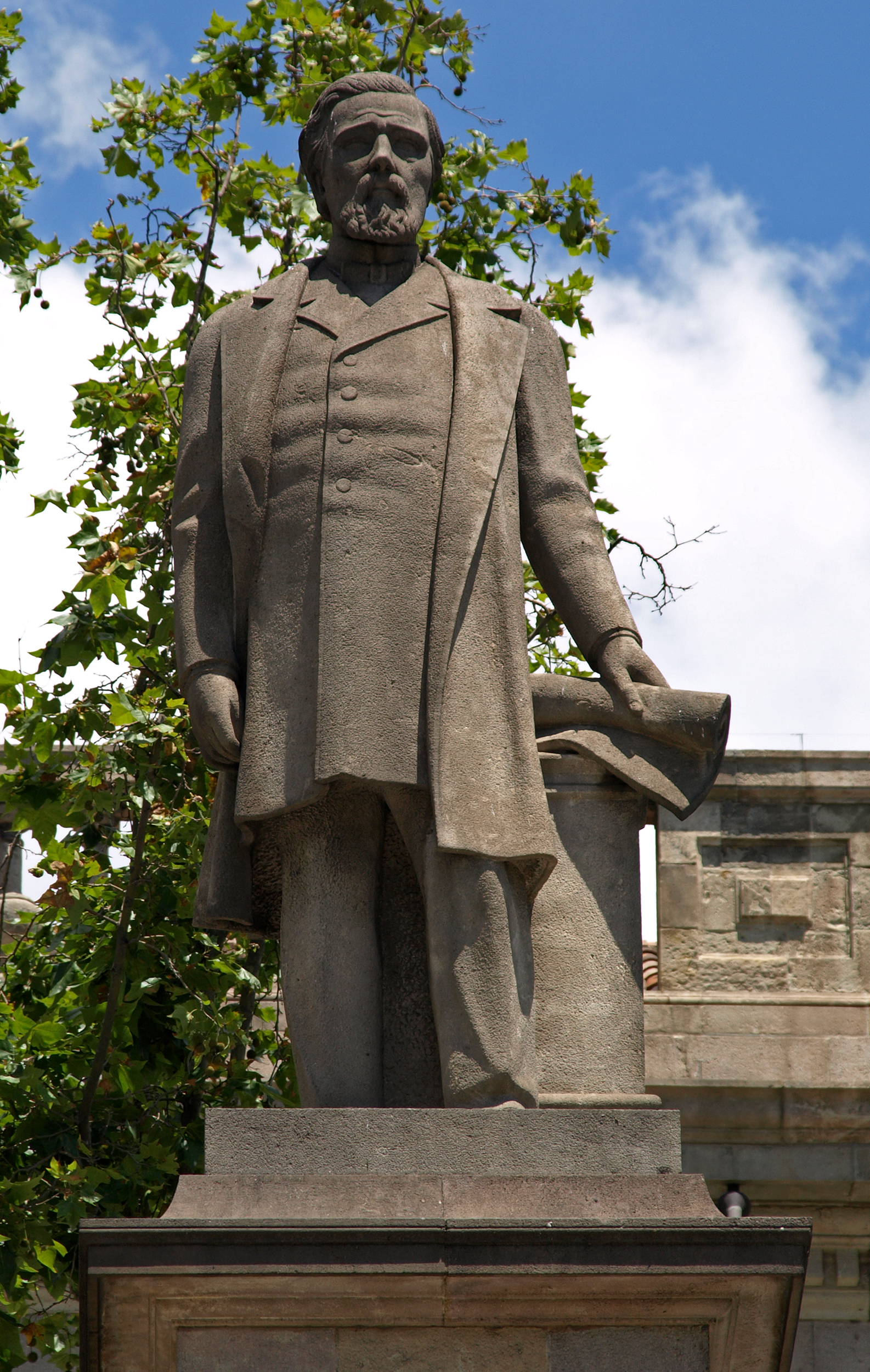
Escultura conocida como A López y López, dedicada a Antonio López y López en Barcelona antes de su retirada en el año 2018

- Antonio López y López (1817-16 de enero de 1883), I marqués de Comillas,[2] fundador de la Compañía Transatlántica, caballero de la Orden de Carlos III y de la Orden de Isabel la Católica.[1]

Casó, el 29 de noviembre de 1848, con Luisa Bru y Lassús. Le sucedió su hijo:
- Claudio López Bru (1853-18 de abril de 1925) II marqués de Comillas,[2] presidente de la Compañía  Transatlántica y caballero de la Orden del Toisón de Oro.[2]

Casó, el 21 de marzo de 1881, con María Fernández de Gayón y Barrié, dama de la Reina María Cristina. Sin descendencia, pasaron los derechos a su hermana Luisa Isabel López Bru, casada con Eusebi Güell i Bacigalupi, I conde de Güell, cuyos hijos fueron:
- Juan Antonio Güell y López, que heredó el marquesado de Comillas, como III marqués.
- Claudi Güell i López, creado I vizconde de Güell, en 1911.
- Santiago Güell i López, creado I barón de Güell, en 1911.
- Eusebi Güell i López, que fue el II vizconde de Güell, al heredar a su hermano Claudio, muerto sin descendencia.
- Isabel Güell i López, que casó con Carlos de Senmenat y de Senmenat, IX marqués de Castelldosríus, II marqués de Orís (por rehabilitación a su favor en 1915) y XXV barón de Santa Pau.
- María Cristina Güell i López, que casó con José Bertrán y Musitu.

- Juan Antonio Güell y López (Comillas, 1876-Cala D'Or, Mallorca, 17 de marzo de 1958), III marqués de Comillas,[2] II conde de Güell, VI conde de San Pedro de Ruiseñada (por rehabilitar a su favor el antiguo condado de San Pedro del Álamo con esta nueva denominación de «San Pedro de Ruiseñada»).

Casó en primeras nupcias, el 24 de junio de 1904, con Virginia Churruca y Dotres, dama de la reina Victoria Eugenia de España. Contrajo un segundo matrimonio con Josefina Ferrer-Vidal y Parellada, hija de Juan José Ferrer-Vidal y Güell, II marqués de Ferrer-Vidal, de la que no tuvo descendencia. Le sucedió su nieto, hijo Juan Claudio Güell y Churruca, VII conde de San Pedro de Ruiseñada, y de María del Carmen Martos y Zabalburu, XII marquesa de Fuentes
- Juan Alfonso Güell y Martos  (22 de enero de 1933-Madrid, 22 de diciembre de 2024[5]), IV marqués de Comillas,[2] VIII conde de San Pedro de Ruiseñada (por rehabilitación a su favor en 1970) y III conde de Güell (por rehabilitación en 1965).[4]

Casó con María de los Reyes Merry del Val y Melgarejo (m. 2003).